# Azzefoun
Azzefoun é um distrito da província de Tizi Ouzou, no norte da Argélia. Em 2008, sua população era de 37 756 habitantes.